# Ninnan Santesson

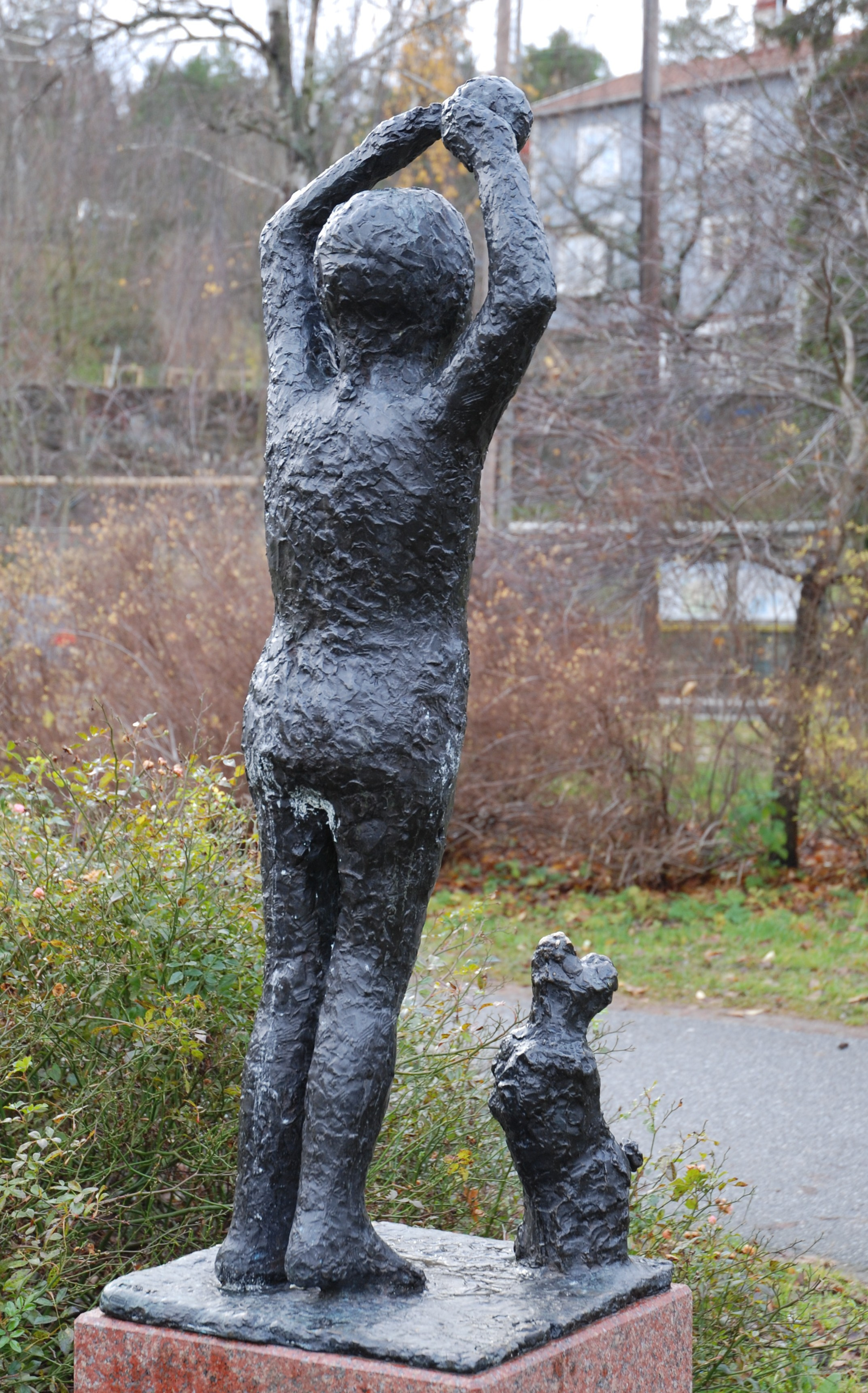
Flicka med hund, Mälarhöjden i Stockholm.

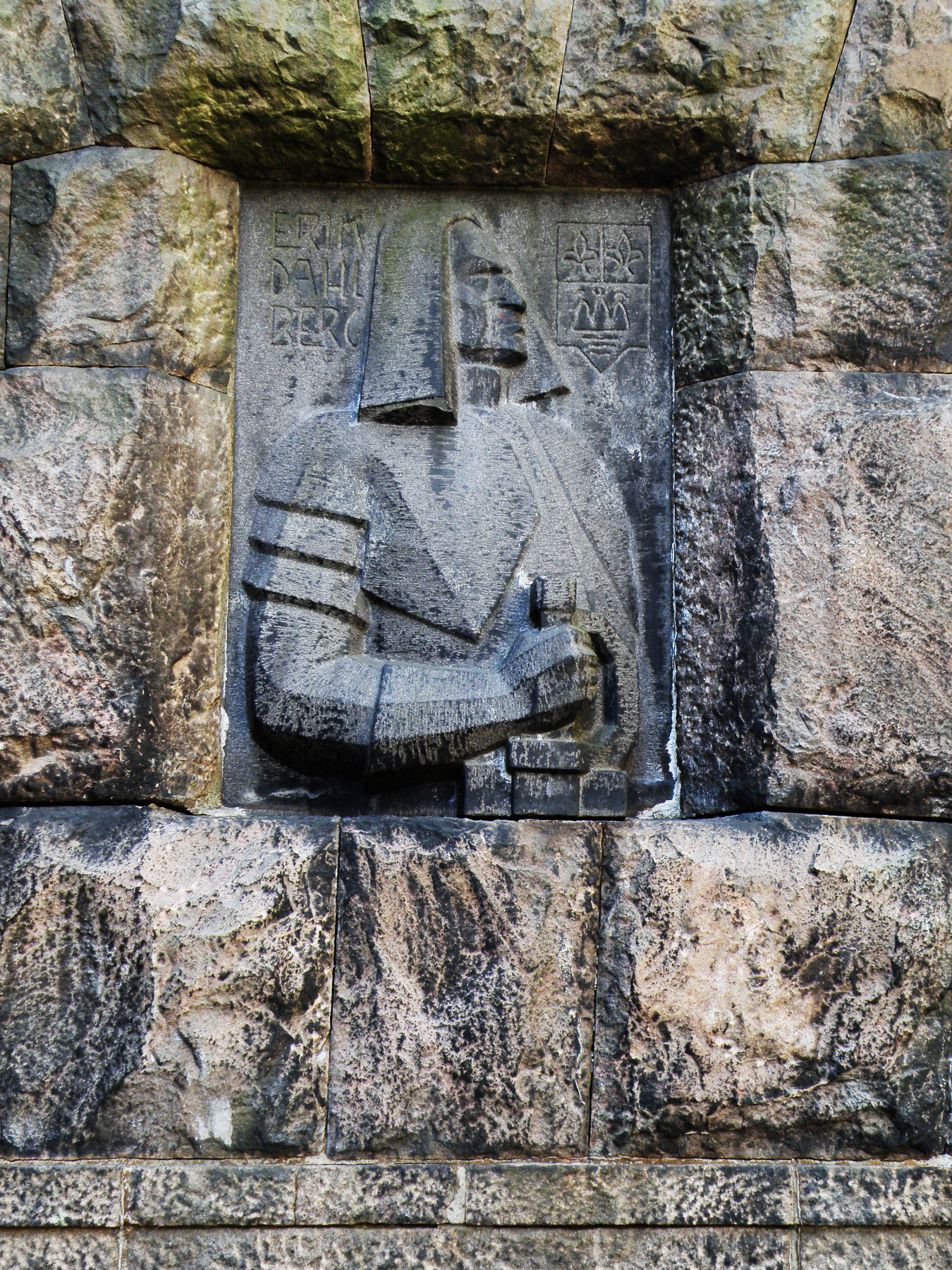
Erik Dahlberg, granit, 1916, Erik Dahlbergs trappor, Göteborg.

Gertrud Paulina (Ninnan) Santesson, född 14 december 1891 i Fjärås socken, död 14 januari 1969 i Stockholm, var en svensk skulptör och tecknare.

## Studier och levnad
Ninnan Santesson föddes på det nordhalländska säteriet Tjolöholm. Hon var den mellersta av tre döttrar till godsägaren Berndt Santesson och Edith Bergman. Hon var kusins sonsons dotter till Bernt Harder Santesson. Föräldrarnas egendom såldes redan 1892 till James Fredrik Dickson och familjen flyttade då till gården Mälby i Södermanland. Fadern dog då Ninnan Santesson var tolv år, och familjen flyttade därefter till Stockholm. Hon var gift med konstnären Bertel-Nordström 1917–1928 och mor till Lena Ninnan Santesson-Carlsson.
Ninnan Santesson studerade först för skulptören Sigrid Blomberg 1909–1911 och sedan på Tekniska skolan  och Konstakademien 1911–1913. På Konstakademien gick hon för skulptören Theodor Lundberg. Efter två års studier där reste hon med kurskamraten Lisa Bergstrand till Paris, där hon bodde i fram till första världskrigets utbrott sensommaren 1914. Till Paris kom också senare Siri Derkert, som också studerat samtidigt med Ninnan Santesson på Konstakademien, och som blev en livslång väninna.
I Paris ritade Ninnan Santesson kroki på Académie Colarossi och studerade skulptur på Académie de la Grande Chaumière för Antoine Bourdelle och vid den fria ryska Parisakademin. Vintern 1914 tillbringade Ninnan i Alger tillsammans med Lisa Bergstrand och Siri Derkert.
I umgängeskretsen i Paris ingick också målaren Engelbert Bertel-Nordström (född 1884), som hon var gift med mellan 1917 och 17 april 1928, då paret skildes. Dottern Lena föddes i Stockholm 1918.
Under 1920-talet bodde Ninnan Santesson på Södermalm i Stockholm i nära relation i ett konstnärskollektiv med bland andra Siri Derkert och Mollie Faustman. Hon flyttade senare till en villa på Lidingö. I vänkretsen fanns också konstnärerna Vera Nilsson, Maj Bring och Maja Braathen. I början av 1930-talet flyttade hon till en villa i Lidingö och bodde också under längre tid i London tillsammans med Naima Wifstrand. 
Framemot andra världskrigets utbrott engagerade sig Santesson mer och mer politiskt. Hon tog emot tyska och norska flyktingar i sitt hem, bland andra Berthold Brecht och hans familj. Hennes insamlingsengagemang för Norge, dit hon åkt som kurir 1941, renderade henne ett två månaders villkorligt straff för olovlig underrättelseverksamhet. Hon var efter andra världskriget aktiv i Svenska kvinnors vänsterförbund och i kampen mot atomvapen.

## Konstnärlig verksamhet
Ninnan Santesson debuterade 1915 på Konstnärshuset i Stockholm, där hon ställde ut tillsammans med sin blivande man Engelbert Bertel-Nordström. Under 1920-talet gjorde hon flera offentliga konstverk i Göteborg. I övrigt skulpterade hon framför allt personporträtt (huvuden) men ställde sällan ut sina verk. 1949 hade hon en utställning i Borås, och 1960 en på Färg och Form i Stockholm med skulpturer och teckningar, tillsammans med Maja Braathen och Ann Margret Dahlquist-Ljungberg.
Berthold Brecht följde hennes arbete med framställandet av ett numera förstört porträtt av skådespelaren Helene Weigel och skrev under verkets tillblivelseprocess uppsatsen Betraktande av konst och konsten att betrakta vars manuskript bevaras vid Kungliga biblioteket i Stockholm. 
För den Forsbergska villan i Göteborg utförde hon ett flertal mindre skulpturgrupper som monterades in i byggnaden som reliefer och dekorativa element, För Erik Dahlbergstrappan i Göteborg utförde hon en relief 1916 och 1929 utförde hon Viktor Rydbergmonumentet i brons som placerades på Viktor Rydbergsgatan i Göteborg. För Boo kyrka i Uppland utförde hon en Kristusbild i ek och till läroverket i Skövde en bronsrelief. Till ett av hennes huvudarbeten räknas altartavlan i Masthuggskyrkan där hon tillsammans med arkitekten Sigfrid Ericson komponerat den nya altartavlan efter stommen av en äldre altartavla och 1923 utförde hon ett fyra meter högt triumfkrucifix för samma kyrka. Under sitt sista levnadsdecennium gjorde hon bland annat flera porträtt av Naima Wifstrand och Maj Bring. Hon färdigställde också skulpturen Flicka med hund i Mälarhöjden strax före sin död 1969.
Santesson är representerad vid bland annat Nationalmuseum i Stockholm, Göteborgs konstmuseum, Moderna museet, Malmö museum, Borås konstmuseum, Statens porträttsamling på Gripsholm och Hallands konstmuseum i Halmstad.

## Utställningar
- Separat ställde hon ut på Konstnärshuset[8] 1915
- Tillsammans med Bertel-Nordström på Konstnärshuset[9] 1917
- Tillsammans med arkitekten Melchior Wernstedt och Bertel-Nordström på Nya konstgalleriet[10] i Stockholm 1919
- Tillsammans med arkitekten Wernstedt på Gummesons konsthall 1920
- Separatutställning på Smålands nation[11] i Uppsala 1921
- Tillsammans med Braathen och Dahlquist-
Ljungberg på Färg och Form[12] 1960
- Tillsammans med Tora Vega Holmström på Skånska konstmuseum[13] Lund 1933
- Tillsammans med Lil Silfverling i Borås 1949
- Den svenska utställningen på Charlottenborg 1916
- Jubileumstställningen Nordisk konst i Göteborg 1923
- Utställningen Optimisterna på Liljevalchs konsthall 1926 och 1928
- Utställningen Nordiska konstnärinnor på Liljevalchs konsthall 1948
- Liljevalchs Stockholmssalong 1962
- Minnesutställning  på Gummesons konsthall 1969[14]
- Samlingsutställningar i Göteborg 1916, Uppsala 1921 och Malmö 1927 samt ett flertal av Sveriges allmänna konstförenings salonger i Stockholm sedan 1929 och ett flertal av Riksförbundet för bildande konsts vandringsutställningar.

## Offentliga verk i urval
- Erik Dahlbergsreliefen, granit, Erik Dahlbergsgatan/Aschebergsgatan i Göteborg, 1916
- Herde med lamm, ek, 1919
- Altartavla i Masthuggskyrkan i Göteborg, 1922 (senare målad av Engelbert Bertel-Nordström)
- Altartavla, ek i Boo kyrka, 1923
- Krucifix i Masthuggskyrkan i Göteborg, 1925
- Viktor Rydbergsmonumentet, brons, Viktor Rydbergsgatan/Geijersgatan i Göteborg, 1930
- Flicka med hund, brons, Mälarhöjden i Stockholm, 1968-69